# Gastrotheca orophylax
Gastrotheca orophylax é uma espécie de anfíbio da família Hemiphractidae.
Pode ser encontrada nos seguintes países: Colômbia e Equador.
Os seus habitats naturais são: regiões subtropicais ou tropicais húmidas de alta altitude e terras aráveis.
Está ameaçada por perda de habitat.